# Cosy Pièro
Cosy Pièro-Conscience, geb. Christina Conscience (* 13. Juni 1937 in Köln; † 29. Juni 2023 in München), war eine deutsche Malerin, Bildhauerin, Installations- und Videokünstlerin.
Sie lebte und arbeitete in München und Kroatien.

## Leben und Werk
Cosy Pièro verließ mit 14 Jahren ihr Elternhaus, um Kunst zu studieren. Das Studium finanzierte sie selbst. Von 1952 bis 1955 war sie Gastschülerin an der Kunstgewerbeschule Köln. Bis 1957 studierte sie an der Königlich-belgischen Akademie in Brüssel. Mit der Geburt der Kinder legte sie eine Berufspause ein. 1980 nahm sie die künstlerische Arbeit wieder auf. Ab 1982 wurde sie vertreten durch die Dany Keller Galerie in München. Sie beteiligte sich an einer Gemeinschaftsausstellung der Villa Stuck München. Es folgten eine Einzelausstellung in der Lothringer13. 1988 gestaltete sie den U-Bahnhof Brudermühlstraße in München. Weitere Ausstellungen im In- und Ausland folgten.
Cosy Pièro hatte von 1961 bis 1980 die Kneipe Bei Cosy in München: „Alle zwei Monate ein großes Fest, das sprach sich immer mehr rum und dann kamen immer mehr Künstlerleute, und die Schwulen kamen, und die Hetero-Paare kamen, Lesben kamen – also eine bunt gemischte Garnitur. Das war neu in München, das gab’s zu der Zeit nicht, dass es so ein Gemisch gab von allen möglichen Existenzen. […] Ich wollte nie, nie ein reines Frauenlokal, oder auch Männerlokal – genau das wollte ich nicht, ich wollte immer, dass die Leute zusammen kommen und sich tolerieren, das war mir sehr wichtig.“ Die Bar Bei Cosy wurde am 21./22. August 2015 als Moby Dyke – A temporary lesbian bar in Munich und vom 16. Juni bis 8. Juli 2017 in Amsterdam von Philipp Gufler und Richard John Jones reaktiviert. In München trat Cosy Pièro dafür in Begleitung von Meike Illig auf. 2023 erschien die Publikation Cosy bei Cosy über ihre Bar und Kunst und wurde von Jan Erbelding, Philipp Gufler, Leo Heinik und Maria VMier herausgegeben.
Seit 1995 war sie im Städtischen Atelierhaus Dachauerstraße in München ansässig und Mitglied des gleichnamigen Vereins. 2012 wurden alle hier gelagerten künstlerischen Werke durch die Schweisfurth-Stiftung München übernommen.

## Projektförderungen und Preise
- 1980 Kulturreferat der Stadt München – Projektförderung zum „Jahr des Kindes“, Olympia-Park München
- 1985 Förderpreis der Stadt München
- 1986 Kulturreferat der Stadt München – Ausstellungsprojekt im Hauptzollamt München I, Konzept und Idee C. Pièro
- 1989 Beckforum München
- 1989 Kulturreferat der Stadt München – Ausstellungsprojekt im Hauptzollamt München II
- 1991 Kulturreferat der Stadt München und Beckforum – Ausstellungsprojekt im Hauptzollamt München III
- 1992 Kulturreferent der Stadt München – Ausstellungsprojekt i. Hauptzollamt München IV
- 2022 Kunstpreis der Landeshauptstadt München

## Ankäufe
- Bayerische Staatsgemäldesammlung, München
- Forum Queeres Archiv München
- Stadtmuseum München
- Kulturreferat der Stadt München
- Schweisfurth-Stiftung, München
- Dany Keller Galerie, München
- Artothek, München
- Beck-Forum, München